# Оук Вју (Калифорнија)
Оук Вју (енгл. Oak View) насељено је место без административног статуса у америчкој савезној држави Калифорнија.

## Демографија
По попису из 2010. године број становника је 4.066, што је 133 (-3,2%) становника мање него 2000. године.
| Група             | 2000.         | 2010.         |
| Белци             | 3.213 (76,5%) | 2.698 (66,4%) |
| Афроамериканци    | 24 (0,6%)     | 11 (0,3%)     |
| Азијати           | 38 (0,9%)     | 34 (0,8%)     |
| Хиспаноамериканци | 819 (19,5%)   | 1.217 (29,9%) |
| Укупно            | 4.199         | 4.066         |